# リアム・スケールズ
リアム・スケールズ（Liam Scales, 1998年8月8日 - ）は、アイルランド・ダブリン県ダブリン出身のサッカー選手。スコティッシュ・プレミアシップ・アバディーンFC所属。ポジションはDF。

## クラブ経歴
2015年にリーグ・オブ・アイルランド・ファーストディビジョン (2部リーグ)ユニバーシティ・カレッジ・ダブリンAFC (UCD)と契約。2016年にトップチームに昇格。7月8日のキャビンティーリーFC戦で先発で起用されプロデビューを果たし、試合も4-1で勝利。同年シーズン13試合2ゴールを決めると2017年シーズン以降チームの中心選手に成長。2018年シーズンは2部リーグ優勝に貢献し、2部リーグベストイレブンに選出。初のトップリーグでのプレーとなった2019年シーズンも活躍し、同年夏にはマンチェスター・シティFCやブリストル・ローヴァーズFCなどへの移籍の噂が報じられた。
2019年11月27日、シャムロック・ローヴァーズFCと契約。加入1年目の2020年シーズンはプレミアディビジョンで優勝を経験。翌2021年シーズンもシーズン途中まで23試合2ゴールを記録した。
2021年8月27日、セルティックFCと4年契約を締結。12月4日のダンディー・ユナイテッドFC戦で移籍後初ゴールを決めた。

## 代表経歴
2019年から1年間、U-21のアイルランド代表でプレー。2021年9月には2022 FIFAワールドカップ・ヨーロッパ予選に向けてのフル代表に初招集されたものの、出場機会なしに終わった。
2023年10月13日、ギリシャ代表戦でA代表初出場。